# Secret Story 2 - Casa dos Segredos
Cet article concerne la version portugaise de Secret Story. Pour la version française, voir Secret Story.
Secret Story 2 - Casa dos Segredos est une émission de télévision portugaise de télé réalité adaptée de la version originale française Secret Story produite par Endemol.

L'émission a débuté le 18 septembre 2011 et est présentée par Teresa Guilherme, Leonor Poeiras, Monica Jardim et Iva Domingues.

## Émission
| Programme       | mission                                        | Présentateur                                |
| --------------- | ---------------------------------------------- | ------------------------------------------- |
| Gala            | Dimanche - 21:30-01:00                         | Teresa Guilherme                            |
| Nomeações       | Mardi - 21:30-22:30                            | Teresa Guilherme                            |
| Diário          | Lundi, Mercredi, Jeudi, Vendredi - 21:30-22:30 | Leonor Poeiras                              |
| Diário da Tarde | du Lundi au Vendredi - 18:45-19:00             | Mónica Jardim                               |
| Extra           | du Lundi au Vendredi - 00:30-01:45             | Iva Domingues                               |
| Fim de Semana   | Samedi - 23:45                                 | (pas de présentateur, seulement des images) |
| Directo         | Plusieurs fois dans la journée                 | (pas de présentateur, seulement des images) |
| TVI Direct      | 24h/24                                         | (pas de présentateur, seulement des images) |

## Candidats
| Classement | Classement | Classement          | Classement        | Classement        | Classement  | Classement      |
| #          | Candidats  | Villes              | Entrée            | Sortie            | Nominations | Total des Votes |
| ---------- | ---------- | ------------------- | ----------------- | ----------------- | ----------- | --------------- |
| 1          | João M.    | Albufeira           | 18 septembre 2011 | 1er janvier 2012  | 3           | 16              |
| 2          | Cátia      | Portimão            | 18 septembre 2011 | 1er janvier 2012  | 2           | 13              |
| 3          | Daniela S. | Torres Vedras       | 18 septembre 2011 | 1er janvier 2012  | 2           | 14              |
| 4          | João J.    | Proença-a-Nova      | 18 septembre 2011 | 1er janvier 2012  | 2           | 18              |
| 5          | Marco      | Amadora             | 18 septembre 2011 | 1er janvier 2012  | 2           | 11              |
| 6          | Fanny      | Oliveira de Azeméis | 18 septembre 2011 | 25 décembre 2011  | 1           | 15              |
| 7          | Miguel     | Setúbal             | 18 septembre 2011 | 18 décembre 2011  | 2           | 11              |
| 8          | Daniela P. | Lisbonne            | 18 septembre 2011 | 11 décembre 2011  | 2           | 15              |
| 9          | Paulo      | Lisbonne            | 18 septembre 2011 | 4 décembre 2011   | 3           | 13              |
| 10         | Susana     | Portimão            | 18 septembre 2011 | 27 novembre 2011  | 2           | 10              |
| 11         | Ricardo    | Vila Franca Rosário | 18 septembre 2011 | 20 novembre 2011  | 1           | 6               |
| 12         | Cleide     | Barcelos            | 18 septembre 2011 | 13 novembre 2011  | 3           | 12              |
| 13         | Carlos     | Maia                | 18 septembre 2011 | 6 novembre 2011   | 2           | 10              |
| 14         | Teresa     | Coimbra             | 18 septembre 2011 | 30 octobre 2011   | 2           | 9               |
| 15         | Pedro      | Palmela             | 18 septembre 2011 | 23 octobre 2011   | 1           | 2               |
| 16         | João F.    | Valongo             | 18 septembre 2011 | 16 octobre 2011   | 2           | 8               |
| 17         | Sónia      | Vila Nova de Gaia   | 18 septembre 2011 | 9 octobre 2011    | 2           | 6               |
| 18         | Filipe     | Portalegre          | 18 septembre 2011 | 2 octobre 2011    | 1           | 5               |
| 19         | Nádia      | Queluz              | 18 septembre 2011 | 27 septembre 2011 | 0           | 3               |
| 20         | Delphine   | Caminha             | 18 septembre 2011 | 25 septembre 2011 | 1           | 4               |
| 21         | Bruna      | Évora               | Non entrée        | 18 septembre 2011 | 1           | 0               |

Légende
|  |         |
|  | Gagnant |
|  | 2e      |
|  | Éliminé |
|  | Abandon |

## Secrets
| Secret                                       | Candidat(s)          | Découvreur                | Jour de découverte |
| -------------------------------------------- | -------------------- | ------------------------- | ------------------ |
| J'ai tué un homme                            | Paulo 3              | ...............           | ...............    |
| Mon ex m'a payé pour des relations sexuelles | Nádia 1              | ...............           | ...............    |
| Je suis le fils d'un évêque                  | Miguel 3             | Daniela S.                | Jour 89            |
| Nous sommes en couple                        | Sónia et João F.     | Sónia a révélé son secret | Jour 6             |
| Je suis complice de la voix                  | Cleide 2             | Daniela S.                | Jour 52            |
| J'ai été victime de violence domestique      | João M. 3            | Marco                     | Jour 89            |
| Je suis vierge                               | João J. 3            | Daniela P.                | Jour 65            |
| Mon ex est dans la maison                    | Marco et Susana      | Cleide                    | Jour 19            |
| Je suis un miraculé                          | Filipe 1             | ...............           | ...............    |
| Je pressens la mort                          | Ricardo 3            | ...............           | ...............    |
| J'ai été abandonnée à 6 ans par mes parents  | Teresa               | Paulo                     | Jour 18            |
| Je suis une acheteuse compulsive             | Fanny 3              | Daniela S.                | Jour 94            |
| Nous sommes en couple                        | Daniela P. et Pedro  | Marco                     | Jour 40            |
| J'étudie pour être nonne                     | Delphine 1           | ...............           | ...............    |
| Je travaille dans un cabaret                 | Cátia 3              | João M.                   | Jour 95            |
| Nous sommes en faux-couple                   | Daniela S. et Carlos | Teresa                    | Jour 24            |

## Cagnotte
| Candidat   | 18/09   | 25/10   | 02/10   | 09/10   | 16/10   | 23/10  | 30/10  | 06/11   | 13/11   | 20/11   | 27/11   | 04/12   | 11/12   | 18/12   | 25/12   | 31/12            |
| ---------- | ------- | ------- | ------- | ------- | ------- | ------ | ------ | ------- | ------- | ------- | ------- | ------- | ------- | ------- | ------- | ---------------- |
| João M.    | 10.000€ | 12.000€ | 13.000€ | 12.000€ | 5.000€  | ---    | ---    | 4.500€  | 7.000€  | 18.500€ | 23.800€ | 0.000€  | 0.000€  | 0.000€  | 6.900€  | 4.900€ + 50.000€ |
| Cátia      | 10.000€ | 7.500€  | 6.500€  | 5.500€  | 5.500€  | ---    | ---    | 14.500€ | 14.000€ | 8.000€  | 10.000€ | 13.500€ | 12.000€ | 8.000€  | 0.000€  | 5.000€           |
| Daniela S. | 10.000€ | 9.000€  | 6.000€  | 5.000€  | 2.000€  | ---    | ---    | 3.800€  | 22.800€ | 20.800€ | 22.800€ | 23.300€ | 21.800€ | 18.300€ | 12.700€ | 10.000€          |
| João J.    | 10.000€ | 11.500€ | 5.500€  | 4.500€  | 4.500€  | ---    | ---    | 11.600€ | 11.600€ | 9.700€  | 3.000€  | 6.500€  | 4.500€  | 1.100€  | 0.400€  | 3.400€           |
| Marco      | 10.000€ | 6.500€  | 8.000€  | 0.000€  | 0.000€  | ---    | ---    | 17.100€ | 8.800€  | 8.800€  | 9.800€  | 10.300€ | 6.200€  | 4.300€  | 3.100€  | 6.100€           |
| Fanny      | 10.000€ | 9.000€  | 8.600€  | 5.500€  | 2.500€  | ---    | ---    | 2.600€  | 11.600€ | 12.100€ | 13.400€ | 0.000€  | 3.600€  | 0.000€  | 2.000€  | ---              |
| Miguel     | 10.000€ | 9.500€  | 5.300€  | 5.300€  | 5.300€  | ---    | ---    | 8.300€  | 6.800€  | 4.100€  | 8.100€  | 11.600€ | 12.100€ | 0.100€  | ---     | ---              |
| Daniela P. | 10.000€ | 10.500€ | 14.100€ | 14.600€ | 14.600€ | ---    | ---    | 2.000€  | 3.000€  | 5.500€  | 17.700€ | 18.200€ | 16.700€ | ---     | ---     | ---              |
| Paulo      | 10.000€ | 8.500€  | 8.000€  | 11.300€ | 12.800€ | ---    | ---    | 16.700€ | 16.300€ | 32.400€ | 35.400€ | 39.900€ | ---     | ---     | ---     | ---              |
| Susana     | 10.000€ | 9.000€  | 11.500€ | 0.000€  | 0.000€  | ---    | ---    | 3.400€  | 1.900€  | 1.900€  | 2.600€  | ---     | ---     | ---     | ---     | ---              |
| Ricardo    | 10.000€ | 14.000€ | 17.500€ | 15.500€ | 17.500€ | ---    | ---    | 21.000€ | 24.500€ | 23.300€ | ---     | ---     | ---     | ---     | ---     | ---              |
| Cleide     | 10.000€ | 9.000€  | 5.500€  | 20.000€ | 20.000€ | ---    | ---    | 11.400€ | 0.000€  | ---     | ---     | ---     | ---     | ---     | ---     | ---              |
| Carlos     | 10.000€ | 10.000€ | 11.500€ | 13.000€ | 0.000€  | ---    | ---    | 2.500€  | ---     | ---     | ---     | ---     | ---     | ---     | ---     | ---              |
| Teresa     | 10.000€ | 4.800€  | 4.300€  | 0.000€  | 16.600€ | ---    | 7.400€ | ---     | ---     | ---     | ---     | ---     | ---     | ---     | ---     | ---              |
| Pedro      | 10.000€ | 10.000€ | 11.600€ | 11.100€ | 11.100€ | 5.800€ | ---    | ---     | ---     | ---     | ---     | ---     | ---     | ---     | ---     | ---              |
| João F.    | 10.000€ | 10.500€ | 5.000€  | 4.000€  | 1.000€  | ---    | ---    | ---     | ---     | ---     | ---     | ---     | ---     | ---     | ---     | ---              |
| Sónia      | 10.000€ | 0.000€  | 0.000€  | 2.500€  | ---     | ---    | ---    | ---     | ---     | ---     | ---     | ---     | ---     | ---     | ---     | ---              |
| Filipe     | 10.000€ | 5.000€  | 6.500€  | ---     | ---     | ---    | ---    | ---     | ---     | ---     | ---     | ---     | ---     | ---     | ---     | ---              |
| Nádia      | 10.000€ | 9.000€  | ---     | ---     | ---     | ---    | ---    | ---     | ---     | ---     | ---     | ---     | ---     | ---     | ---     | ---              |
| Delphine   | 10.000€ | 12.000€ | ---     | ---     | ---     | ---    | ---    | ---     | ---     | ---     | ---     | ---     | ---     | ---     | ---     | ---              |

Légende
 - A perdu de l'argent
 - S'est maintenu
 - A gagné de l'argent
 - Repars avec sa cagnotte